# Pewaukee
Pewaukee és una població dels Estats Units a l'estat de Wisconsin. Segons el cens del 2000 tenia 11.783 habitants.

## Demografia
Segons el cens del 2000, Pewaukee tenia 11.783 habitants, 4.553 habitatges, i 3.496 famílies. La densitat de població era de 209 habitants per km².
Dels 4.553 habitatges en un 31,5% hi vivien nens de menys de 18 anys, en un 69,2% hi vivien parelles casades, en un 5,2% dones solteres, i en un 23,2% no eren unitats familiars. En el 17,4% dels habitatges hi vivien persones soles el 4,4% de les quals corresponia a persones de 65 anys o més que vivien soles. El nombre mitjà de persones vivint en cada habitatge era de 2,57 i el nombre mitjà de persones que vivien en cada família era de 2,93.
Per edats la població es repartia de la següent manera: un 23,1% tenia menys de 18 anys, un 5,8% entre 18 i 24, un 29,6% entre 25 i 44, un 30,8% de 45 a 60 i un 10,8% 65 anys o més.
L'edat mediana era de 40 anys. Per cada 100 dones de 18 o més anys hi havia 98,2 homes.
La renda mediana per habitatge era de 75.589 $ i la renda mediana per família de 80.163 $. Els homes tenien una renda mediana de 55.810 $ mentre que les dones 35.320 $. La renda per capita de la població era de 34.851 $. Aproximadament el 0,6% de les famílies i l'1,3% de la població estaven per davall del llindar de pobresa.

## Poblacions més properes
El següent diagrama mostra les poblacions més properes.